# Dypsis crinita
Dypsis crinita (лат.) — вид рода Дипсис (Dypsis) семейства Пальмовые (Arecaceae). Вид распространён только на Мадагаскаре. Находится под угрозой уничтожения среды обитания.